# コシャヴァ
コシャヴァ（セルビア語:Кошава / Košava）は、セルビアとその周辺の国々に吹く、突発的で強い南東の風である。コシャヴァはカルパティア山脈から吹き降ろし、ドナウ川に沿って鉄門を通る時に谷間風となって勢いを増し、北西に向けてベオグラードに至る。最も北ではハンガリー北部、南ではニシュまでで吹くことがある
冬には、この風は気温を摂氏氷点下30度程度にまで押し下げることがある。夏のコシャヴァは冷涼でほこりっぽい。風の強さは日ごとに変わり、午前5時から10時にかけてが最も強くなる。主に、アドリア海が低気圧、ロシア南部が高気圧となることで引き起こされる。
また、コシャヴァの名は、南東ないし東の風に対する呼び名として、ブルガリア北西部でも使われている。同地では、「コシャヴァが吹けばニシャヴァが凍る」と言われている